# Pułk Fizylierów von Knyphausen

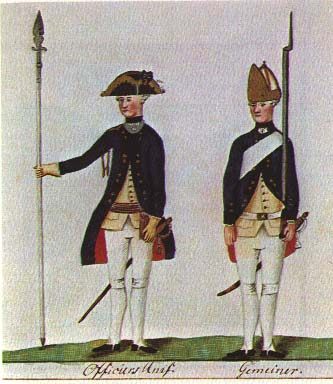
Pułk Fizylierów Knyphausen w 1783 - oficer i szeregowiec

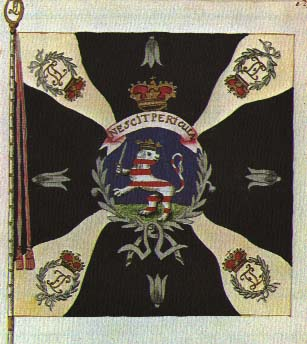
Pułk Fizylierów Knyphausen w 1783 - sztandar

Pułk Fizylierów von Knyphausen – pułk fizylierów w armii najemnej niemieckiego landgrafstwa Hesja-Kassel. W 1776 wraz z wieloma innymi oddziałami heskimi znalazł się na żołdzie brytyjskim, by walczyć przeciwko amerykańskim koloniom.
Swą nazwę zawdzięczał dowódcy, którym był Wilhelm von Knyphausen. W czasie amerykańskiej wojny o niepodległość brał udział w następujących starciach:
- bitwa pod Long Island, NY, 1776
- bitwa pod White Plains, NY, 1776
- bitwa o Fort Washington, NY, 1776

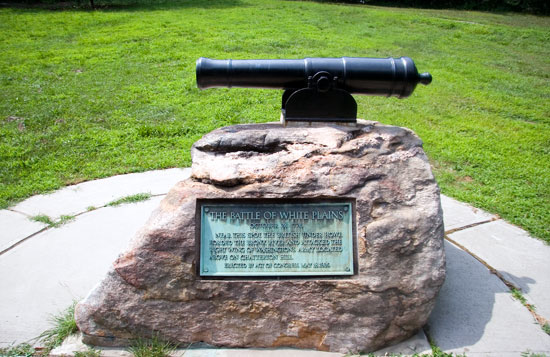
Pomnik pod White Plains

- bitwa pod Trenton, prowincja New Jersey, 1776
- bitwa pod Brandywine, (Pensylwania), 1777
- bitwa pod Germantown, (Pensylwania), 1777 (1777-1778 garnizon - Filadelfia)
- bitwa pod Monmouth, prowincja New Jersey, 1778 (1778-1780 garnizon - Nowy Jork)
- Prince Edward Island i Kanada, 1780-1781 (1781-1783 garnizon Nowy Jork)